# Cimarron (Arkansas)
Cimarron (engleski: Cimarron River) je veliki pritok rijeke rijeke Arkansasa u Sjedinjenim Američkim Državama - duga 1 123 km.
Ime rijeke vjerojatno vuče podrijetlo od španjolske riječi za divljinu - cimarrón. Iako nije plovna rijeka je igrala važnu ulogu u naseljavanju divljeg zapada, jedan dio nekadašnje slavne Staze Santa Fe - prema zapadu u Kansasu u duljini od nekih 160 km, išao je kotlinom rijeke.

## Zemljopisne karakteristike
Cimarron izvire na sjeveroistoku Novog Meksika pored ugaslog vulkana Capulin. Od izvora teče na istok obilazeći masiv Black Mesa (visok 1.516 m) sve dok ne dođe u pokrajinu Oklahoma Panhandle, tu zavija na sjever i pored istočne granice Colorada ulazi u državu Kansas. 
U tom dijelu svog toka korito rijeke zna potpuno presušiti, osim tijekom proljeća i početkom ljeta i za povremenih proloma oblaka.Južno od naselja Coldwater u Kansasu, Cimarron pravi veliki zavoj i vraća se u Oklahomu kao stalni vodotok. Tu pravi veliki luk isprva prema jugoistoku, zatim prema sjeveroistoku da se kod grada Tulsa u Oklahomi ulije u rijeku Arkansas, točnije u Akumulacijsko jezero Keystone.
Cimarron posjeduje slijev velik 49 080 km², koje se proteže kroz američke države Novi Meksiko, Colorado, Kansas i Oklahomu.Najveće pritoke su mu North Fork i Crooked Creek.
Uz njegove obale nema nikakvih većih naselja.

## Povezane stranice
- Rijeka Arkansas
- Popis najdužih rijeka na svijetu

## Vanjske poveznice
- Cimarron River, na portalu Encyclopædia Britannica (engl.)